# Vic Van Rompuy
Victor Lodewijk Maurits (Vic) Van Rompuy (Begijnendijk, 27 februari 1923 – aldaar, 14 november 2004) was een Belgisch econoom en emeritus gewoon hoogleraar publieke economie aan de Faculteit Economie en Bedrijfswetenschappen van de KU Leuven. Zijn onderzoek richtte zich veelal op de overheidsfinanciën, waaronder daarbinnen de schuldproblematiek.

## Levensloop
Van Rompuy studeerde tijdens de Tweede Wereldoorlog van 1942 tot 1946 economie aan de Katholieke Universiteit Leuven. In 1951 voleindigde hij zijn doctoraal proefschrift Productie en productiviteit in de economische wetenschap.
Hij was tijdens zijn loopbaan titularis van de vakken algemene economie, openbare financiën, nijverheidseconomie, bedrijfseconomie, organisatie van de economie, economische methodologie, encyclopedie van de economische wetenschappen, kritische studie van een economisch auteur en ontwikkeling van het economisch denken. Hij had ook gedoceerd aan de Sint-Ignatiushandelshogeschool in Antwerpen en aan Lovanium in Belgisch-Congo.
Van Rompuy was nooit actief in de politiek, maar was gekend als een econoom met CVP-signatuur. Hij wordt genoemd als de belangrijkste auteur van het CVP-partijprogramma "Voorspoed door moed", waarmee de partij succesvol deelnam aan de Belgische federale verkiezingen 1977. Eveneens adviseerde hij Gaston Geens in diens functie van minister-president van Vlaanderen over het dossier van de Kempense steenkoolmijnen.
Tot zijn bibliografie behoren eveneens vulgariserende werken over economische problemen, waaronder een bijdrage in Het land waarin wij werken (Standaard, 1974) en zijn Economische crisis in het Westen (Davidsfonds, 1979).
Van Rompuy was eveneens gewezen decaan van zijn faculteit, recensent voor De Standaard, van 1959 tot 1965 adjunct-secretaris-generaal van de Centrale Raad voor het Bedrijfsleven, gewezen voorzitter van het Instituut van de Arbeid, het Instituut voor Openbare Financiën en de Hoge Raad van Financiën.
Van Rompuy was gehuwd en de vader van chronologisch Herman, Eric, Anita en Tine Van Rompuy. Zijn echtgenote overleefde hem maar negen dagen.